# Deutsch-Griffen
Deutsch-Griffen är en ort och kommun  i Österrike. Den ligger i distriktet Sankt Veit an der Glan i förbundslandet Kärnten, i den centrala delen av landet, 230 km sydväst om huvudstaden Wien. 
Kommunen består av 25 orter (Ortschaften) (inom parentes invånarantal 1 januari 2024):

- Albern (17)
- Arlsdorf (9)
- Bach (36)
- Bischofsberg (24)
- Brunn (13)
- Deutsch Griffen (342)
- Faulwinkel (2)
- Gantschach (0)
- Graben (11)
- Gray (22)
- Göschelsberg (28)
- Hintereggen (11)
- Hochrindl (0)
- Leßnitz (37)
- Meisenberg (8)
- Messaneggen (13)
- Mitteregg (54)
- Oberlamm (4)
- Pesseneggen (4)
- Ratzendorf (2)
- Rauscheggen (61)
- Sand (14)
- Spitzwiesen (88)
- Tanzenberg (39)
- Unterlamm (2)